# Hrabstwo Webster (Kentucky)

Piramida wieku hrabstwa

Hrabstwo Webster – hrabstwo w USA, w stanie Kentucky. Według danych z 2000 roku, hrabstwo zamieszkiwało 14120 osób. Siedzibą hrabstwa jest Dixon.

## Miasta
- Clay
- Dixon
- Providence
- Sebree
- Slaughters
- Wheatcroft

## CDP
- Onton
- Poole